# Chapin (Iowa)
Chapin es un lugar designado por el censo ubicado en el condado de Franklin en el estado estadounidense de Iowa. En el Censo de 2010 tenía una población de 87 habitantes y una densidad poblacional de 479,87 personas por km².

## Geografía
Chapin se encuentra ubicado en las coordenadas 42°50′7″N 93°13′19″O / 42.83528, -93.22194. Según la Oficina del Censo de los Estados Unidos, Chapin tiene una superficie total de 0.18 km², de la cual 0.18 km² corresponden a tierra firme y (0%) 0 km² es agua.

## Demografía
Según el censo de 2010, había 87 personas residiendo en Chapin. La densidad de población era de 479,87 hab./km². De los 87 habitantes, Chapin estaba compuesto por el 95.4% blancos, el 0% eran afroamericanos, el 0% eran amerindios, el 0% eran asiáticos, el 0% eran isleños del Pacífico, el 0% eran de otras razas y el 4.6% pertenecían a dos o más razas. Del total de la población el 4.6% eran hispanos o latinos de cualquier raza.